# 1451年
| 千纪： | 2千纪 |
| 世纪： | 14世纪 \| 15世纪 \| 16世纪                                                                                 |
| 年代： | 1420年代 \| 1430年代 \| 1440年代 \| 1450年代 \| 1460年代 \| 1470年代 \| 1480年代                           |
| 年份： | 1446年 \| 1447年 \| 1448年 \| 1449年 \| 1450年 \| 1451年 \| 1452年 \| 1453年 \| 1454年 \| 1455年 \| 1456年 |
| 纪年： | 辛未年（羊年）；明景泰二年；朱徽煠玄武元年；越南大和九年；日本寶德三年                                     |

## 大事记
- 明代宗為了籌募經費而開始販賣度牒，直到明末，導致僧尼劇增，寺院林立。
- 帖木兒曾孫、印度莫臥兒帝國創始人巴布爾的祖父卜撒因在烏茲別克人領袖阿布海兒支持下由塔什干向撒馬爾罕進發，打敗並處決了帖木兒帝國君主阿卜杜拉·米爾扎。
- 德里蘇丹國賽義德王朝錫林德總督巴赫魯爾·洛迪佔據了德里，賽義德王朝被洛迪王朝取代。
- 蒙古大汗脫脫不花和掌權的太師也先決裂，在喀喇沁的支持下擊敗也先，也先離間脫脫不花與其弟阿噶巴爾濟，也先與阿噶巴爾濟勾結擊敗脫脫不花敗走，脫脫不花逃往兀良哈一帶郭爾羅斯部頭目沙不丹所處，阿噶巴爾濟被也先擁立為傀儡大汗。
- 漢薩同盟放棄布魯日，將商會轉移到安特衛普。

## 出生
- 克里斯托弗·哥伦布，西班牙航海家（1506年逝世）

## 逝世
- 阿卜杜拉·米爾扎，帖木兒帝國君主，沙哈魯第二個兒子。